# Relations entre la Corée du Nord et l'Irak
Les relations entre la Corée du Nord et l'Irak sont des relations s'exerçant entre un pays d'Asie de l'Est, la république populaire démocratique de Corée, et un pays du Moyen-Orient, la république d'Irak. Les deux États font partie de ce que l'on appelle l'« Axe du Mal », pays présentés par l'administration Bush comme souhaitant se procurer des armes de destruction massive et soutenant le terrorisme,  avec l'Iran. L'Irak a été retiré de cette liste en 2004.

## Histoire des relations iraqo-nord-coréennes

### 1968-2003: coopération militaire
Les relations formelles entre les deux pays sont établies en 1968 après l'arrivée au pouvoir de Saddam Hussein en Irak. Elles sont marquées initialement par une entente cordiale avant qu'elles se dégradent fortement et soient formellement rompues en 1980 en raison de la guerre Iran-Irak, la Corée du Nord préférant soutenir son allié iranien en lui fournissant notamment des blindés T-54/55, des batteries anti-aériennes, des canons automoteurs M-1978 Koksan ainsi que des missiles Scud. Nombre de ces exemplaires seront capturés par l'armée irakienne durant le conflit.
Malgré cela, de nouvelles négociations sont entreprises en 1999, établissant une coopération iraqo-nord-coréenne jusqu'en 2002. Par ailleurs, en 2001, un rapport américain affirme que l'Irak et des ingénieurs nord-coréens auraient conjointement construit une usine de missiles au Soudan. Toujours selon la même source, les Irakiens auraient investi 400 millions de dollars pour ce projet de construction, fonds obtenus grâce aux exportations de pétrole. La Corée du Nord aurait fourni par ailleurs des missiles Scud à l'Irak, deux douzaines alors que le programme balistique irakien avait été en grande partie neutralisé pendant l'opération Desert Storm durant la guerre du Golfe en 1991.

### Renversement de Saddam Hussein
Depuis 2004, alors que l'invasion de l'Irak par les États-Unis a vu le renversement de Saddam Hussein et l'établissement d'un nouveau gouvernement irakien, les relations diplomatiques n'ont toujours pas été restaurées entre les deux pays. La rapide chute du régime irakien a par ailleurs convaincu la Corée du Nord la nécessité de posséder l'arme nucléaire.
Le 21 septembre 2012, dans le contexte de la guerre civile syrienne, l'Irak a refusé à un avion nord-coréen transportant des armes à destination de l'armée syrienne de passer par son espace aérien.